# 文念中
文念中（英語：Man Lim Chung，1968年1月8日—），香港電影美術指導及導演，先後多次入圍香港電影金像獎及金馬獎，並且獲獎。2020年首次執導電影，作品是紀錄片《好好拍電影》。

## 背景
文念中出生於九龍觀塘，父親任職於中環希爾頓酒店工程部，有一名胞妹。文念中兩歲至就讀中五年級前在香港島灣仔軒尼詩道循道衛理香港堂對面的樓宇成長，童年階段已在駱克道香港小童群益會學習繪畫。他就讀中國兒童書院幼稚園部（1973年畢業）、北角循道學校（1979年）和華英中學（1984年中五），在校時修讀設計與科技科及工業繪圖科，曾製作出一架高卡車，以作為香港中學會考評核之用。及後因為對室內設計感興趣而先修讀香港理工學院兩年制設計系高級文憑，三年級起為報讀攝影課而選讀平面設計科。當時他正進一步修讀香港理工學院的三年制設計系學士課程。後來在一次電影欣賞課程中主動向客席講師許鞍華留下聯絡方法，希望可以在1991年大學畢業後，於香港電影界發展，結果沒有回音，並在正式畢業後到星空傳媒（STARTV）任職電腦繪圖員，為時兩個月。未幾獲大學老師、香港導演舒琪介紹到其發行公司「創造社」任宣傳部助理，再獲推薦給區丁平，開展其電影美術指導事業。首個協助製作的作品為1993年電影《神經刀與飛天貓》。
本想由副導演做起的文念中踏入電影界初年跟隨區丁平學當服裝設計助理，後由區氏介紹向張叔平學習。至1995年，文念中獨自以美術指導身份與電影導演合作，作品為導演徐克《金玉滿堂》。往後六年加入王家衛的澤東電影公司工作。2000年首次獲提名第19屆香港電影金像獎最佳美術指導，便憑《心動》得獎。他從2002年至今多次獲得電影獎項提名。除了四度獲頒香港電影金像獎的美術獎項，他更於2013年第7屆亞洲電影大獎中獲頒最佳造型設計獎。2020年則首次執導電影，首部作品是紀錄片《好好拍電影》，記錄了許鞍華電影創作之路。該片原定為第44屆香港國際電影節的開幕影片，但大會最後宣布取消舉行電影節。2022年，文念中入圍角逐第40屆香港電影金像獎「新晉導演」及「最佳導演」獎。
他現時主要為兩岸的影視作品擔任美術指導工作。此外，間中還會舉行攝影展覽，例如2012年與麥浚翹、杜汶澤、黃貫中、夏永康合辦的「“EXPRESSO”攝影展覽」以及個人攝影展「Side。晒」。

## 個人生活
文念中已婚，現與妻子育有一子一女。

## 執導作品
- 2020年：好好拍電影（兼任監製）

## 幕後作品
*以下列表只記錄文念中負責過的幕後作品，若有遺漏，請協助補充相關資料。
美術指導
- 1993年：神經刀與飛天貓（助理美術指導）
- 1995年：狂野生死戀（美術助理）
- 1995年：金玉滿堂
- 1996年：廢話小說
- 1996年：四面夏娃
- 1997年：春光乍洩（助理美術指導）
- 1997年：初纏戀后的二人世界
- 1998年：情誡（王菲歌曲音樂錄像）
- 1999年：心猿意馬
- 1999年：心動
- 2000年：神偷次世代
- 2000年：花樣年華
- 2001年：戀愛起義
- 2002年：男人四十
- 2002年：想飛
- 2004年：2046
- 2004年：20 30 40
- 2004年：救命
- 2004年：桃色
- 2004年：公主復仇記
- 2005年：童夢奇緣
- 2006年：伊莎貝拉
- 2006年：傷城
- 2007年：綁架
- 2007年：出埃及記
- 2008年：一個好爸爸
- 2010年：槍王之王
- 2010年：志明與春嬌
- 2011年：雪花與秘扇
- 2014年：撒嬌女人最好命
- 2015年：12金鴨
- 2015年：港囧
- 2017年：春嬌救志明
- 2020年：八個女人一台戲

美術總監
- 2007年：破事兒
- 2009年：殺人犯
- 2009年：竊聽風雲
- 2010年：月滿軒尼詩
- 2010年：維多利亞壹號
- 2010年：飛砂風中轉
- 2011年：竊聽風雲2
- 2012年：聽風者
- 2014年：金雞SSS
- 2014年：香港仔
- 2014年：竊聽風雲3
- 2015年：同班同學
- 2015年：消失的兇手
- 2016年：暗色天堂
- 2016年：我的蛋男情人
- 2017年：明月幾時有
- 2017年：相愛相親
- 2020年：麥路人
- 2022年：阿媽有咗第二個
- 未上映：六月的秘密

服裝指導
- 1995年：金玉滿堂
- 2005年：怪物
- 2006年：鬼域
- 2006年：我要成名
- 2007年：安娜與安娜
- 2008年：非誠勿擾
- 2010年：槍王之王
- 2010年：迴路（Irreversi ）
- 2011年：雪花與秘扇
- 2012年：聽風者
- 2014年：黃金時代
- 2016年：偷天特務
- 2018年：西虹市首富
- 2018年：來電狂響

其他
- 2001年：情迷大話王（髮型設計）
- 2008年：非誠勿擾（造型指導）
- 2010年：非誠勿擾2（服裝管理總監）
- 2011年：桃姐（造型顧問）
- 2012年：春嬌與志明（造型顧問）
- 2012年：寒戰（服裝顧問）
- 2012年：逆戰（造型指導）
- 2013年：風暴（造型指導）
- 2013年：波魯魯冰雪大冒險（服裝顧問）
- 2014年：那夜凌晨，我坐上了旺角開往大埔的紅Van（造型顧問）
- 2016年：寒戰II（造型顧問）
- 2016年：偷天特務（造型指導）
- 2018年：手機狂響（造型指導）
- 2018年：西虹市首富（造型指導）
- 2018年：淪落人（造型顧問）
- 2018年：無雙（造型總監）
- 2019年：廉政風雲（造型指導）
- 2021年：WEE are Ronald Cheng Drive in Ultra 鄭中基自駕演唱會2021（造型）
- 2022年：過時·過節（藝術總監）

## 參與節目
- 2022年：片場職人（Now爆谷台）

## 獎項紀錄
| 年份 | 頒獎典禮                   | 獎項             | 影片           | 結果 |
| ---- | -------------------------- | ---------------- | -------------- | ---- |
| 2000 | 第19屆香港電影金像獎       | 最佳美術指導     | 《心動》       | 獲獎 |
| 2002 | 第21屆香港電影金像獎       | 最佳美術指導     | 《男人四十》   | 提名 |
| 2002 | 第39屆金馬獎               | 最佳美術設計     | 《男人四十》   | 提名 |
| 2002 | 第39屆金馬獎               | 最佳服裝設計     | 《男人四十》   | 提名 |
| 2005 | 第24屆香港電影金像獎       | 最佳美術指導     | 《桃色》       | 提名 |
| 2007 | 第26屆香港電影金像獎       | 最佳美術指導     | 《伊莎貝拉》   | 提名 |
| 2007 | 第26屆香港電影金像獎       | 最佳美術指導     | 《傷城》       | 提名 |
| 2007 | 第26屆香港電影金像獎       | 最佳服裝造型設計 | 《傷城》       | 提名 |
| 2007 | 第12屆香港電影金紫荊獎     | 最佳美術指導     | 《出埃及記》   | 提名 |
| 2008 | 第45屆金馬獎               | 最佳造型設計     | 《破事兒》     | 提名 |
| 2010 | 第47屆金馬獎               | 最佳造型設計     | 《志明與春嬌》 | 提名 |
| 2012 | 第49屆金馬獎               | 最佳造型設計     | 《聽風者》     | 提名 |
| 2012 | 第49屆金馬獎               | 最佳美術設計     | 《聽風者》     | 提名 |
| 2013 | 第7屆亞洲電影大獎          | 最佳造型設計     | 《聽風者》     | 獲獎 |
| 2013 | 第7屆亞洲電影大獎          | 最佳美術指導     | 《聽風者》     | 提名 |
| 2013 | 第32屆香港電影金像獎       | 最佳美術指導     | 《聽風者》     | 提名 |
| 2013 | 第32屆香港電影金像獎       | 最佳服裝造型設計 | 《聽風者》     | 提名 |
| 2015 | 第34屆香港電影金像獎       | 最佳服裝造型設計 | 《黃金時代》   | 獲獎 |
| 2015 | 第34屆香港電影金像獎       | 最佳服裝造型設計 | 《竊聽風雲3》  | 提名 |
| 2015 | 第34屆香港電影金像獎       | 最佳美術指導     | 《竊聽風雲3》  | 提名 |
| 2015 | 第34屆香港電影金像獎       | 最佳美術指導     | 《香港仔》     | 提名 |
| 2018 | 第37屆香港電影金像獎       | 最佳美術指導     | 《明月幾時有》 | 獲獎 |
| 2018 | 第37屆香港電影金像獎       | 最佳服裝造型設計 | 《明月幾時有》 | 提名 |
| 2019 | 第38屆香港電影金像獎       | 最佳服裝造型設計 | 《無雙》       | 獲獎 |
| 2020 | 第39屆香港電影金像獎       | 最佳服裝造型設計 | 《麥路人》     | 提名 |
| 2020 | 第39屆香港電影金像獎       | 最佳美術指導     | 《麥路人》     | 提名 |
| 2021 | 第27屆香港電影評論學會大獎 | 最佳電影         | 《好好拍電影》 | 提名 |
| 2021 | 第27屆香港電影評論學會大獎 | 最佳導演         | 《好好拍電影》 | 提名 |
| 2021 | 第27屆香港電影評論學會大獎 | 推薦電影         | 《好好拍電影》 | 獲獎 |
| 2021 | 香港電影導演會年度大獎     | 新晉導演獎       | 《好好拍電影》 | 獲獎 |
| 2022 | 第40屆香港電影金像獎       | 最佳導演         | 《好好拍電影》 | 提名 |
| 2022 | 第40屆香港電影金像獎       | 新晉導演         | 《好好拍電影》 | 提名 |
| 2023 | 第41屆香港電影金像獎       | 最佳服裝造型設計 | 《流水落花》   | 提名 |
| 2024 | 第17屆亞洲電影大獎         | 最佳造型設計     | 《金手指》     | 獲獎 |
| 2024 | 第42屆香港電影金像獎       | 最佳服裝造型設計 | 《金手指》     | 獲獎 |
| 2025 | 第43屆香港電影金像獎       | 最佳服裝造型設計 | 《臨時劫案》   | 待定 |

## 外部連結
- 文念中在互联网电影资料库（IMDb）上的資料（英文）
- 文念中在香港影庫上的簡介
- 專訪文念中 細談許鞍華紀錄片《好好拍電影》：「她的生命只有電影！」，Vogue HK，2021年3月 （页面存档备份，存于）